# Shenzhou 14
Shenzhou 14 var en bemannad flygning med en kinesisk rymdfarkost av typen Shenzhou. Den sköts upp med en Chang Zheng 2F/G raket från Jiuquans satellituppskjutningscenter i Inre Mongoliet den 5 juni 2022. Några timmar efter uppskjutningen dockade farkosten med den kinesiska rymdstationen Tiangong.
Besättningen bestod av Chen Dong, Liu Yang och Cai Xuzhe.
Under flygningen genomförde man tre rymdpromenader och rymdstationen utökades med två moduler.
Farkosten återinträdde i jordens atmosfär och landade i Inre Mongoliet den 4 december 2022.

## Besättning
| Befälhavare    | Chen Dong Hans andra rymdfärd  |
| Flygingenjör 1 | Liu Yang Hennes andra rymdfärd |
| Flygingenjör 2 | Cai Xuzhe Hans första rymdfärd |